# 음력 12월 15일
음력 12월 15일은 음력 12월의 15번째 날이다.

## 탄생
- 1951년 - 대한민국의 정치인, 45대 국무총리 이낙연.

## 같이 보기
- 음력 360일: 1월 2월 3월 4월 5월 6월 7월 8월 9월 10월 11월 12월
- 전날:12월 14일 다음날:12월 16일 - 전달:11월 15일 다음달:1월 15일
- 양력:12월 15일
- 음력, 윤달